# Вознесенський (Зав'яловський район)
Вознесе́нський (рос. Вознесенский) — починок в Зав'яловському районі Удмуртії, Росія.
Знаходиться на південно-західній околиці села Шабердіно.

## Населення
Населення — 13 осіб (2012; 3 в 2010).
Національний склад станом на 2002 рік:
- росіяни — 67 %
- удмурти — 33 %

## Урбаноніми[3]
- вулиці — Дачна, Лісова